# Owijacz

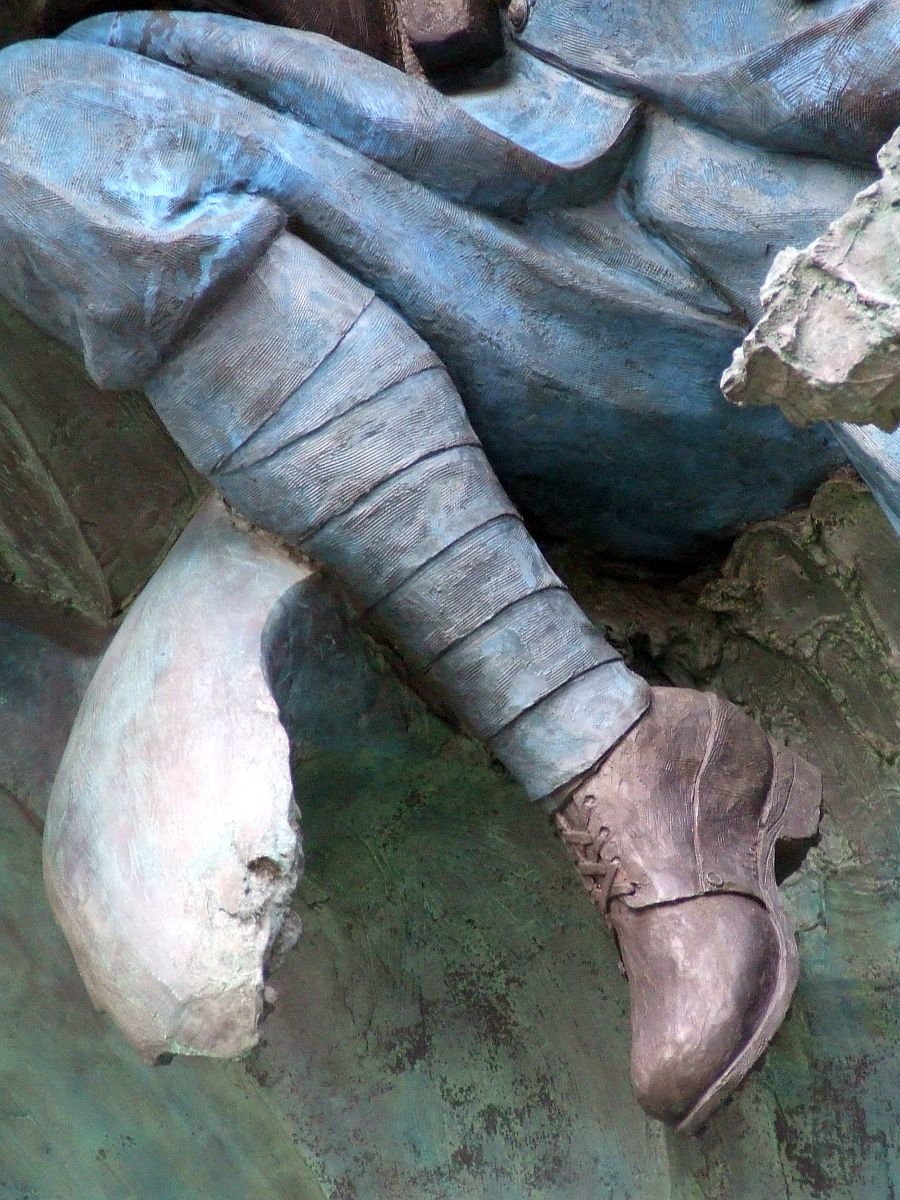
Owijacz (detal z pomnika)

Owijacz – rodzaj długiego, prostokątnego kawałka płótna, owijanego spiralnie na nodze od kostki do kolana, zakończonego trokami do wiązania. 
Zakładane na trzewik i na spodnie owijacze stosowane były jako część umundurowania piechoty i strzelców konnych w wielu krajach, także w Polsce.